# Siphonophore géant
Praya dubia
 (mars 2012).
Si vous disposez d'ouvrages ou d'articles de référence ou si vous connaissez des sites web de qualité traitant du thème abordé ici, merci de compléter l'article en donnant les références utiles à sa vérifiabilité et en les liant à la section « Notes et références ».
Espèce
Le siphonophore géant (Praya dubia) est un animal des profondeurs marines appartenant à l'ordre des siphonophores. Cet ordre fait partie de l'embranchement des cnidaires, un groupe d'invertébrés dont font également partie les méduses.
Il a été rencontré dans les océans Atlantique, Indien et Pacifique entre 700 et 1 000 m de profondeur, voire à 600 mètres. Cependant, quelques colonies ont été retrouvées à la surface et à proximité des côtes.
Cet animal est en fait une colonie de multiples individus translucides reliée par un stolon. Chaque individu, appelé zoïde possède une fonction particulière au sein du groupe : reproduction, nourriture, chasse, défense, etc.
La colonie peut atteindre jusqu’à 50 m de long, ce qui fait du siphonophore géant le deuxième plus long animal connu à ce jour après le ver lacet.

## Morphologie
La chair de l'animal est gélatineuse, ce qui lui permet de résister à la pression des grands fonds marins. De plus, chaque siphonophore peut produire de la lumière grâce à des cellules spéciales, afin d'attirer ses proies dans le noir abyssal.
Les zoïdes responsables de la fonction de nutrition, appelés gastrozoïdes, possèdent de longs tentacules recouverts de cellules urticantes, les nématocystes. Ils leur permettent d'immobiliser puis de ramener leurs proies vers leur bouche et ainsi nourrir la colonie.
Le pneumatophore est l'unité responsable de la flottaison du siphonophore dans l'eau. 
Les déplacements, généralement limités, s'effectuent par pulsion au moyen d'unités de flotteurs pulsatiles, appelés nectophores.

## Régime alimentaire
Les siphonophores géants se nourrissent de crustacés beaucoup plus petits qu'eux, mais aussi d'autres animaux gélatineux, de petits poissons et de larves. Leur chair n'est pas appréciée des autres animaux marins, et ils n'ont que peu de prédateurs.

## Histoire de leur découverte
Les siphonophores géants sont connus depuis le XIXe siècle, mais ce n'est qu'en 1987 que des chercheurs de l'Aquarium de la baie de Monterey peuvent déterminer leur longueur grâce à une étude systématique de leur colonne d'eau.